# Audacy
Audacy ist einer der ältesten US-amerikanischen Radiokonzerne. Beheimatet in Bala Cynwyd, Pennsylvania, ist das 1968 gegründete Unternehmen das viertgrößte Radiounternehmen in den Vereinigten Staaten. Audacy betreibt 235 Nachrichten- und Sportsender in den gesamten Vereinigten Staaten. Seit der Übernahme von CBS Radio betreibt Audacy über 230 Radiosender.

## Geschichte
Entercom gehörten bis 2016 mehr als 125 Radiostationen auf 27 Medien-Märkten in allen Teilen der USA. Das Unternehmen erwirtschaftete im ersten Quartal 2015 einen Umsatz von 114 Millionen US-Dollar. Im November 2017 übernahm Entercom das Radionetzwerk CBS Radio und verdoppelte damit sein Stationsportofolio auf 235 Sender. Der Konzern änderte nach der Übernahme sehr weitgehend die Programmschiene etlicher einstiger CBS Stationen um sich auf den lokalen Radiomärkten gegen die konkurrierenden Konzerne besser aufzustellen und parallele Strukturen zu vermeiden.
Die Entercom Communications Corporation spendete 2013 ihre kommerzielle Station KZZD an das Minority Media and Telecommunications Council (MMTC), der sie in eine Public Radio Station umwandelte. Das MMTC möchte die Radiostationen nutzen, um verstärkt Diversität in der US-Gesellschaft zu verankern. Beispielsweise fördert MMTC Frauen, indem man sie in der Gestaltung von Geschäftsvorhaben berät. Außerdem nutzt das MMTC die KZZD seitdem als Ausbildungsstation.

## Stationen
Die Entercom Stationen strahlen teilweise auf ihren HD-Kanälen andere Spartenprogramme des Konzerns aus.
Entercom-Stationen
- WKSE Grand Island, New York (überträgt auf HD2 WGR (Sport) und auf HD3 WBEN (Talk))
- WGR, Buffalo
- WBEN, Buffalo
- WORD, Spartanburg
- WWL, New Orleans (Clear-Channel-Station)
- WLMG, New Orleans
- WNVZ, Norfolk, Virginia

ehemalige CBS Radio-Stationen
Durch die Übernahme von CBS Radio gewann Entrecom eine Reihe traditioneller Stationen hinzu:
- KNX Los Angeles
- WFAN Newy York City
- WNEW New York City
- WBZ Denver (Clear-Channel-Station)
- WCCO Minneapolis (Clear Channel Station)